# Estatutos de Kilkenny
Los  Estatutos de Kilkenny consistían en una serie de treinta y cinco actas judiciales que fueron aprobadas en el año 1366 por el parlamento inglés en la ciudad de Kilkenny, en la isla de Irlanda. Estaban destinadas a gestionar el declive del Señorío irlandés Hiberno-normando mediante la prohibición de la exogamia entre nativos con colonos ingleses, así como la adopción de costumbres y vestimentas propias de los nativos de la isla de Irlanda entre otras cosas.

## Preludio
En 1360 muchos hiberno-normandos se acogieron a la ley irlandesa, las costumbres y la lengua, hasta el punto de llegar a convertirse en los denominados más irlandeses que los mismos irlandeses. Durante este periodo, el parlamento inglés prohibió el casamiento entre nativos irlandeses y nativos ingleses, el acogimiento por parte de ingleses de niños irlandeses, la adopción de niños irlandeses y el uso de nombres y vestimentas irlandesas. El ejemplo más afamado de éstos cambios ocurrió como resultado de la guerra civil de Burke que condujo a la desintegración del condado de Ulster y a la división de este en tres señoríos separados. Se obligó a aquellos colonizadores que no sabían hablar inglés, a aprenderlo, además de obligarlos a practicar otras muchas costumbres inglesas, como jugar con arcos y lanzas en lugar de al juego irlandés, hurling que muchos colonos ingleses habían adoptado de los nativos de la isla.
La introducción del texto de los estatutos dice:

Ahora muchos ingleses de la tierra dicha, abandonando la lengua inglesa, costumbres, modo de cabalgar, leyes y usos, viven y se autogobiernan acorde a las costumbres, moda y lengua de los enemigos irlandeses; e incluso han hecho diversos casamientos y alianzas entre ellos y los enemigos irlandeses mencionados; donde la tierra dicha, y los señores de la misma, la lengua inglesa, la lealtad debida a nuestro señor el rey, y las leyes inglesas ahí, se han puesto en sujeción y degrado.